# Dicranomyia sabroskyana
Dicranomyia sabroskyana är en tvåvingeart som först beskrevs av George W. Byers 1982.  Dicranomyia sabroskyana ingår i släktet Dicranomyia och familjen småharkrankar. Inga underarter finns listade i Catalogue of Life.